# Nemochovice
Nemochovice település Csehországban, Vyškovi járásban. Nemochovice Kunkovice, Nítkovice, Brankovice, Švábenice, Dobročkovice és Chvalkovice településekkel határos. Lakosainak száma 351 fő (2024. január 1.).

## Népesség
A település lakosságának változását az alábbi diagram mutatja:
| Lakosok száma | 578  | 699  | 767  | 489  | 349  | 261  | 280  | 283  | 302  | 351  |
|               | 1869 | 1900 | 1921 | 1961 | 1980 | 2011 | 2016 | 2019 | 2021 | 2024 |